# Scarmagno
Scarmagno – miejscowość i gmina we Włoszech, w regionie Piemont, w prowincji Turyn.
Według danych na rok 2004 gminę zamieszkiwało 740 osób, 105,7 os./km².